# Скуманд
Скуманд (Комант, Скоманд, Скаламенд) (нем. Skumand, лит. Gomants/Gomantas, Komants/Komantas, Skomantas; умер после 1285) — князь ятвяжский, один из руководителей сопротивления судовов и других пруссов против агрессии Тевтонского ордена в 1277—1283 годах.

## История
Считается, что судавский вождь Скуманд имел резиденцию на городище, которое находится в окрестностях современного польского города Элк (Элкский повят, Варминско-Мазурское воеводство), около Скамацкого озера, которое историки отождествляют с замком Скамандбург. Вблизи этого городища находится деревня Скаманты.
В 1273 году Скуманд с большим войском судовов и литовцев вторгся в Кульмскую землю, разделив свои силы на две части, одна выступила на Торунь, а другая — на замок Кульмензе, «убивая, хватая и сжигая все, что ни попадалось им на пути». Судавы остановились под замком Биргелов. Ночью местный гарнизон предпринял вылазку против противника и был разбит. В течение девяти дней Скуманд опустошил Кульмскую землю. Судавы подошли к замку Кульмензе, но не смогли его взять. Тогда судавы и их союзники взяли штурмом небольшие замки Хемсот и Циппель, где перебили и взяли в плен всех жителей.
В 1277 году Скуманд предпринял большой разорительный поход на владения Тевтонского ордена. Скуманд во главе 4-тысячного судавского войска при поддержке литовских войск опустошил Кульмскую (Хелминскую) землю. Судавы и литовцы разорили окрестности Кульма и Торна, замков Вельвайса, Грауденца, Редина, Липы, Клемента, Мариенвердера, Пловиста, Турница и Христбурга. В 1280 году тевтонские крестоносцы под предводительством Мангольда фон Штернберга вторглись в судавскую волость Красима, где взяли и сожгли резиденцию Скуманда, убив и взяв в плен 150 человек. В ответ Скуманд предпринял набег на Самбию, где взял в плен знатного тевтонского рыцаря Людвига фон Либенцеля. Скуманд и пленник вскоре стали друзьями, рыцарь Людвиг был освобожден Скумандом из плена и вернулся в орденские владения.
Вскоре Скуманд, не имея возможности оказывать дальнейшее сопротивление тевтонским крестоносцам, «со всей челядью и друзьями» переселился из Судавии в Великое княжество Литовское, скорее всего в Гродно. Некоторые исследователи утверждают, что в правление Тройдена, Комант был вторым человеком в ВКЛ после великого князя Тройдена. Возможно, в скором времени после своего прибытия в ВКЛ Комант был переведен в Западную Жемайтию, — так позволяет думать название деревни Скоманты и большое городище 13 века, которое расположено неподалеку от бывшего замка Гедимина. С этим периодом жизни Команта, возможно, связано и название села Гомантлавкис («Комантово поле») вблизи Ретаваса (сейчас — Ретавское староство в Литве) в Жемайтии, а также деревень Каманцишки (Меркинесское староство в Литве) и Комотово (Гродненский район, сейчас затоплено водохранилищем Гродненской ГЭС). Возможно, именно в Коматаве находилась усадьба Команта, про которую известно, что была в окрестностях Гродно.
В 1282 или 1283 году Скуманд, возможно, недовольный своим статусом в ВКЛ после смерти Тройдена (1282), переселился из Литвы в Судавию. Скуманд вынужден был покориться Тевтонскому ордену и вместе «со всеми чадами и домочадцами» принял христианство. Некоторое время Скуманд проживал в замке Бальга. В 1284 году Скуманд выступал в качестве проводника во время похода тевтонских крестоносцев на литовскую крепость Гродно (Гарта). Весной 1285 года Скуманд получил от ордена небольшой земельный участок в Натангии и вместе с тремя сыновьями поселился в местной деревне Сцигены (сейчас — Эльблонгский повят Польши). Здесь Скуманд вскоре и скончался.
По свидетельству белорусского этнографа Павла Шпилевского, в котором он ссылается на исторический роман «Ятвяги» Иосифа Александра Минишевского, жители Гродненской и Ковенской губерний еще в середине XIX века пели исторические песни про походы ятвяжскога князя Команта (рус. дореф. Комятъ).
Некоторые исследователи отождествляют Скуманда с легендарным предком династии Гедиминовичей Сколомендом.